# Coppa Wightman

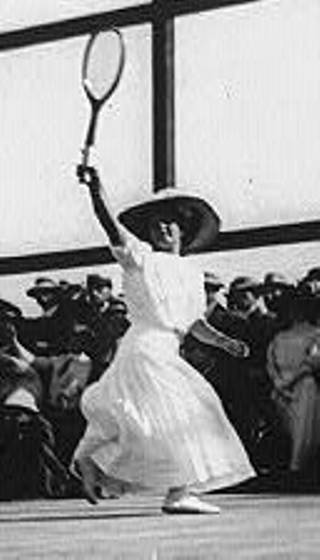
Hazel Wightman, cui la coppa è intitolata

La Coppa Wightman (inglese Wightman Cup) fu una competizione tennistica femminile a squadre disputatasi annualmente tra Gran Bretagna e Stati Uniti dal 1923 al 1989.

## Storia
Nacque per iniziativa della tennista statunitense Hazel Hotchkiss Wightman che intese creare interesse attorno al tennis femminile con questo torneo, che prese a modello la Coppa Davis. Nel 1923 Wightman donò un prezioso vaso in argento alla Federazione tennis statunitense, la United States Lawn Tennis Association (USLTA), come premio da assegnare alla nazione vincente nel torneo.
La USLTA tentò di coinvolgere le squadre di diversi Paesi a competere nel torneo, ma quasi tutte rifiutarono per problemi economici, l'invito fu invece accettato dalla Gran Bretagna. I match venivano disputati negli anni dispari negli Stati Uniti e negli anni pari in Inghilterra. la competizione andò avanti fino al 1989. Il 20 febbraio 1990 le federazioni statunitense e britannica sospesero il torneo a tempo indeterminato, a causa dello scarso interesse che generava per la nettissima supremazia americana.

## Risultati
| Anno                           | Località          | Vincitore     | Punteggio |
| ------------------------------ | ----------------- | ------------- | --------- |
| 1923                           | Forest Hills      | Stati Uniti   | 7–0       |
| 1924                           | Wimbledon         | Gran Bretagna | 6–1       |
| 1925                           | Forest Hills      | Gran Bretagna | 4–3       |
| 1926                           | Wimbledon         | Stati Uniti   | 4–3       |
| 1927                           | Forest Hills      | Stati Uniti   | 5–2       |
| 1928                           | Wimbledon         | Gran Bretagna | 4–3       |
| 1929                           | Forest Hills      | Stati Uniti   | 4–3       |
| 1930                           | Wimbledon         | Gran Bretagna | 4–3       |
| 1931                           | Forest Hills      | Stati Uniti   | 5–2       |
| 1932                           | Wimbledon         | Stati Uniti   | 4–3       |
| 1933                           | Forest Hills      | Stati Uniti   | 4–3       |
| 1934                           | Wimbledon         | Stati Uniti   | 5–2       |
| 1935                           | Forest Hills      | Stati Uniti   | 4–3       |
| 1936                           | Wimbledon         | Stati Uniti   | 4–3       |
| 1937                           | Forest Hills      | Stati Uniti   | 6–1       |
| 1938                           | Wimbledon         | Stati Uniti   | 5–2       |
| 1939                           | Forest Hills      | Stati Uniti   | 5–2       |
| 1940-45: sospesa per la guerra |                   |               |           |
| 1946                           | Wimbledon         | Stati Uniti   | 7–0       |
| 1947                           | Forest Hills      | Stati Uniti   | 7–0       |
| 1948                           | Wimbledon         | Stati Uniti   | 6–1       |
| 1949                           | Haverford, PA     | Stati Uniti   | 7–0       |
| 1950                           | Wimbledon         | Stati Uniti   | 7–0       |
| 1951                           | Chestnut Hill, MA | Stati Uniti   | 6–1       |
| 1952                           | Wimbledon         | Stati Uniti   | 7–0       |
| 1953                           | Rye, N.Y.         | Stati Uniti   | 7–0       |
| 1954                           | Wimbledon         | Stati Uniti   | 6–0       |
| 1955                           | Rye, N.Y.         | Stati Uniti   | 6–1       |
| 1956                           | Wimbledon         | Stati Uniti   | 5–2       |
| 1957                           | Sewickley, PA     | Stati Uniti   | 6–1       |
| 1958                           | Wimbledon         | Gran Bretagna | 4–3       |
| 1959                           | Sewickley, PA     | Stati Uniti   | 6–1       |
| 1960                           | Wimbledon         | Gran Bretagna | 4–3       |
| 1961                           | Chicago           | Stati Uniti   | 6–1       |
| 1962                           | Wimbledon         | Stati Uniti   | 4–3       |
| 1963                           | Cleveland         | Stati Uniti   | 6–1       |
| 1964                           | Wimbledon         | Stati Uniti   | 5–2       |
| 1965                           | Cleveland         | Stati Uniti   | 5–2       |
| 1966                           | Wimbledon         | Stati Uniti   | 4–3       |
| 1967                           | Cleveland         | Stati Uniti   | 6–1       |
| 1968                           | Wimbledon         | Gran Bretagna | 4–3       |
| 1969                           | Cleveland         | Stati Uniti   | 5–2       |
| 1970                           | Wimbledon         | Stati Uniti   | 4–3       |
| 1971                           | Cleveland         | Stati Uniti   | 4–3       |
| 1972                           | Wimbledon         | Stati Uniti   | 5–2       |
| 1973                           | Brookline, MA     | Stati Uniti   | 5–2       |
| 1974                           | Queensferry       | Gran Bretagna | 6–1       |
| 1975                           | Cleveland         | Gran Bretagna | 5–2       |
| 1976                           | Wimbledon         | Stati Uniti   | 5–2       |
| 1977                           | Oakland           | Stati Uniti   | 7–0       |
| 1978                           | Londra            | Gran Bretagna | 4–3       |
| 1979                           | West Palm Beach   | Stati Uniti   | 7–0       |
| 1980                           | Londra            | Stati Uniti   | 5–2       |
| 1981                           | Chicago           | Stati Uniti   | 7–0       |
| 1982                           | Londra            | Stati Uniti   | 6–1       |
| 1983                           | Williamsburg, VA  | Stati Uniti   | 6–1       |
| 1984                           | Londra            | Stati Uniti   | 5–2       |
| 1985                           | Williamsburg, VA  | Stati Uniti   | 7–0       |
| 1986                           | Londra            | Stati Uniti   | 7–0       |
| 1987                           | Williamsburg, VA  | Stati Uniti   | 5–2       |
| 1988                           | Londra            | Stati Uniti   | 7–0       |
| 1989                           | Williamsburg, VA  | Stati Uniti   | 7–0       |